# Мухаммед Парса
Мухаммед Парса (1345, 1348 или 1355, Бухара — 1419 или 1420, Медина) — мусульманский богослов, представитель ханафитской школы и суфийский мистик, принадлежавший к братству накшбандийа (и ставший его фактическим лидером), а также учёный-правовед.

## Биография
О его жизни известно немного. Считается, что он родился в семье потомственных улемов и был учеником суфия-ханафита, богослова Абу Тахира Мухаммада аль-Уши, жившего в XIV веке. После завершения обучения, будучи проповедником в Бухаре, всю жизнь занимался изучением суфизма, а также мусульманского права ханафитского толка. Несколько раз участвовал в собраниях видных богословов в Самарканде. Внёс очень большой вклад как в развитие идей накшбандийи, так и в распространение учения этого братства: бывшая до начала его деятельности небольшой сельской организацией, при нём накшбандийа стала пользоваться уважением политической элиты Герата и начала распространять свои идеи по многим регионам мусульманского мира.
Дважды совершил паломничество в Мекку (хадж) и умер на обратном пути из второго из них.
В своих правоведческих работах развивал идеи матуридитов X—XI веков. Его главная работа — «Фасл аль-хитиб» (рус. «Окончательное решение»), в котором он заявляет о своей поддержке учения суфия Баха ад-Дина Накшбанда, рассматривает взаимосвязь этого учения с взглядами суфиев хорасанской школы и обосновывает верность их воззрений с точки зрения законов шариата. В учение накшбандийи ввёл понятие «вахдат аль-вуджут» (рус. «единство бытия»), изначально введённое ещё Ибн аль-Араби.